# Canfor
Canfor Corporation (TSX: CFP) ist ein kanadisches Unternehmen mit Sitz in Vancouver, das Holzprodukte herstellt. Canfor produziert unter anderem Bauholz aus Hartholz und Weichholz sowie Holzschliff und Holzwerkstoffe. Canfor gehört mit etwa 9.500 Mitarbeitern zu den größten Holzproduzenten der Welt.
Das Unternehmen operiert an 33 Standorten, hauptsächlich in den kanadischen Provinzen British Columbia und Alberta. Weitere Standorte befinden sich in Québec, dem Bundesstaat Washington, North Carolina sowie South Carolina.